# 伊瓜圖 (塞阿拉州)
伊瓜图（葡萄牙語：Iguatu）是巴西塞阿拉州的一个市镇。总面积1029.002平方公里，总人口91835人，人口密度89.2人/平方公里。